# M. Emmet Walsh
Michael Emmet Walsh (n. 22 martie 1935, Ogdensburg⁠(d), New York, SUA – d. 19 martie 2024, St. Albans⁠(d), Vermont, SUA) a fost un actor american care a apărut în peste 200 de filme și seriale de televiziune. A făcut parte din distribuția filmului Sânge pentru sânge (1984), primul film al fraților Coen, rol pentru care a câștigat premiul Independent Spirit pentru cel mai bun actor în rol principal. Acesta a mai apărut în comedia lui Carl Reiner O invenție de milioane⁠(d) (1979), drama lui Robert Redford Oameni obișnuiți (1980), filmul științifico-fantastic al lui Ridley Scott Vânătorul de recompense (1982), westernul steampunk al lui Barry Sonnenfeld Wild Wild West - Mare nebunie in Vest⁠(d) (1999) și filmul de animație Uriașul de fier (1999).

## Biografie
Walsh s-a născut în Ogdensburg, New York⁠(d), fiul lui Agnes Katharine (născută Sullivan) și al lui Harry Maurice Walsh Sr., un agent vamal. Acesta a fost de origine irlandeză. A copilărit în zona rurală a orașului Swanton, Vermont⁠(d) și a studiat în cadrul Universității Clarkson⁠(d).
A absolvit în 1958 cu o licență în administrarea afacerilor. În 1998, Asociația Alumni Clarkson i-a oferit premiul Golden Knight.

### Cariera
Walsh a intrat în atenția publicului cinefil datorită rolului din filmul Pe calea cea dreaptă⁠(d) (1978). Un alt rol secundar, dar memorabil, a fost în filmul de comedie O invenție de milioane alături de Steve Martin. Unul dintre cele mai cunoscute roluri ale sale a fost cel al Căpitanului Harry Bryant din filmul idol Vânătorul de recompense, iar cea mai lăudată interpretare a sa a fost cea din Sânge pentru sânge (1984), fiind laureat al premiului Independent Spirit la categoria cel mai bun actor în rol principal.
Walsh a avut roluri episodice în serialul Meșterul casei⁠(d). În 1992, a jucat rolul unui puternic senator american în Fotografia ucigașă⁠(d) regizat de David Winning⁠(d). De asemenea, a făcut parte din distribuția filmului Crăciunul cu familia Krank (2004) alături de Tim Allen și Jamie Lee Curtis. A apărut în rolul lui Alex Lembeck în The Sandy Duncan Show⁠(d) în 1972, în serialul dramatic Gibbsville⁠(d) în 1976 și Căsuța din prerie⁠(d) în 1981. L-a interpretat pe Dr. Joseph Kroft într-un episod al serialului NYPD Blue - Viata de politist⁠(d).
De asemenea, a apărut în rolul comentatorului sportiv cinic Dickie Dunn în cunoscutul film sportiv Furie pe gheață⁠(d) (1977) și în filmul Din nou la școală⁠(d) (1986) al lui Rodney Dangerfield.

## Filmografie
| An   | Titlu                                   | Rol                      | Note            |  |
| ---- | --------------------------------------- | ------------------------ | --------------- |  |
| 1969 | Alice's Restaurant                      | Group W Sergeant         |                 |  |
| 1969 | Midnight Cowboy                         | Bus Passenger            | Necreditat      |  |
| 1969 | Stiletto                                | Racing Partner           | Necreditat      |  |
| 1970 | End of the Road                         | Crab Man / Tutu Man      |                 |  |
| 1970 | The Traveling Executioner               | Warden Brodski           |                 |  |
| 1970 | Little Big Man                          | Shotgun Guard            |                 |  |
| 1971 | Cold Turkey                             | Art                      |                 |  |
| 1971 | Escape from the Planet of the Apes      | Aide to General Winthrop |                 |  |
| 1971 | They Might Be Giants                    | 1st Sanitation Man       |                 |  |
| 1972 | What's Up, Doc?                         | Arresting Officer        |                 |  |
| 1972 | Get to Know Your Rabbit                 | Mr. Wendel               |                 |  |
| 1973 | Kid Blue                                | Barber                   |                 |  |
| 1973 | Serpico                                 | Chief Gallagher          |                 |  |
| 1974 | The Gambler                             | Las Vegas Gambler        |                 |  |
| 1975 | At Long Last Love                       | Harold                   |                 |  |
| 1975 | Crime Club                              | Harold                   |                 |  |
| 1975 | The Prisoner of Second Avenue           | Joe                      |                 |  |
| 1976 | Bound for Glory                         | Husband                  |                 |  |
| 1976 | Nickelodeon                             | Father Logan             |                 |  |
| 1976 | The Invasion of Johnson County          | Irvine                   |                 |  |
| 1976 | Mikey and Nicky                         | Bus Driver               |                 |  |
| 1977 | Slap Shot                               | Dickie Dunn              |                 |  |
| 1977 | Airport '77                             | Dr. Williams             |                 |  |
| 1978 | Straight Time                           | Earl Frank               |                 |  |
| 1979 | The Fish That Saved Pittsburgh          | Wally Cantrell           |                 |  |
| 1979 | The Jerk                                | Madman                   |                 |  |
| 1980 | Brubaker                                | C.P. 'Woody' Woodward    |                 |  |
| 1980 | Raise the Titanic                       | Master Chief Walker      |                 |  |
| 1980 | Ordinary People                         | Coach Salan              |                 |  |
| 1981 | Back Roads                              | Arthur                   |                 |  |
| 1981 | Reds                                    | Speaker At Liberal Club  |                 |  |
| 1982 | Cannery Row                             | Mack                     |                 |  |
| 1982 | The Escape Artist                       | Fritz                    |                 |  |
| 1982 | Blade Runner                            | Căpitan Bryant           |                 |  |
| 1982 | Fast-Walking                            | Sergent Sanger           |                 |  |
| 1982 | 1983                                    | Silkwood                 | Walt Yarborough |  |
| 1984 | Courage                                 | Colonel Crouse           |                 |  |
| 1984 | Missing in Action                       | Jack 'Tuck' Tucker       |                 |  |
| 1984 | Grandview, U.S.A.                       | Mr. Clark                |                 |  |
| 1984 | Blood Simple                            | Loren Visser             |                 |  |
| 1984 | The Pope of Greenwich Village           | Burns                    |                 |  |
| 1984 | Scandalous                              | Simon Reynolds           |                 |  |
| 1985 | Fletch                                  | Dr. Joseph Dolan         |                 |  |
| 1986 | Wildcats                                | Walt Coes                |                 |  |
| 1986 | Critters                                | Harvey 'Harv'            |                 |  |
| 1986 | The Best of Times                       | Charlie                  |                 |  |
| 1986 | Vanishing America                       | Earl Crockett            |                 |  |
| 1986 | Back to School                          | Coach Turnbull           |                 |  |
| 1987 | Harry and the Hendersons                | George Henderson Sr.     |                 |  |
| 1987 | No Man's Land                           | Captain Haun             |                 |  |
| 1987 | Raising Arizona                         | Machine Shop Ear-Bender  |                 |  |
| 1988 | The Milagro Beanfield War               | Governor                 |                 |  |
| 1988 | Clean and Sober                         | Richard Dirk             |                 |  |
| 1988 | Amurg                                   | Chief Dibner             |                 |  |
| 1988 | War Party                               | Colin Ditwelier          |                 |  |
| 1988 | Red Scorpion                            | Dewey Ferguson           |                 |  |
| 1989 | The Mighty Quinn                        | CIA Agent Fred Miller    |                 |  |
| 1989 | Catch Me If You Can                     | Johnny Phatmun           |                 |  |
| 1989 | Chattahoochee                           | Morris                   |                 |  |
| 1989 | Sundown: The Vampire in Retreat         | Mort                     |                 |  |
| 1989 | Thunderground                           | Wedge                    |                 |  |
| 1990 | Narrow Margin                           | Sergeant Dominick Benti  |                 |  |
| 1992 | The Naked Truth                         | Garcia                   |                 |  |
| 1992 | Killer Image                            | Senator John Kane        |                 |  |
| 1992 | White Sands                             | Bert Gibson              |                 |  |
| 1992 | Equinox                                 | Pete Petosa              |                 |  |
| 1992 | Four Eyes and Six Guns                  | Mayor Thornbush          |                 |  |
| 1993 | Bitter Harvest                          | Sheriff Bob              |                 |  |
| 1993 | The Music of Chance                     | Calvin Murks             |                 |  |
| 1993 | Wilder Napalm                           | Fire Chief               |                 |  |
| 1994 | Dead Badge                              | Sergeant Miller Hoskins  |                 |  |
| 1994 | Relative Fear                           | Earl Ladelle             |                 |  |
| 1994 | Camp Nowhere                            | T.R. Polk                |                 |  |
| 1994 | The Glass Shield                        | Detective Jessie Hall    |                 |  |
| 1994 | Cops & Robbersons                       | Captain Ted Corbett      | Necreditat      |  |
| 1995 | Criminal Hearts                         | Martin                   |                 |  |
| 1995 | Free Willy 2: The Adventure Home        | Bill Wilcox              |                 |  |
| 1995 | Panther                                 | Dorsett                  |                 |  |
| 1996 | Portraits of a Killer                   | Raymond Garrison         |                 |  |
| 1996 | Albino Alligator                        | Dino                     |                 |  |
| 1996 | A Time to Kill                          | Dr. Bass                 | Necreditat      |  |
| 1996 | William Shakespeare's Romeo + Juliet    | Apothecary               |                 |  |
| 1997 | The Killing Jar                         | Sheriff Foley            |                 |  |
| 1997 | Retroactive                             | Sam                      |                 |  |
| 1997 | My Best Friend's Wedding                | Joe O'Neal               |                 |  |
| 1998 | Chairman of the Board                   | Freemont                 |                 |  |
| 1998 | Twilight                                | Lester Ivar              |                 |  |
| 1998 | Erasable You                            | Ralph Worth              |                 |  |
| 1998 | Nightmare in Big Sky Country            | US Marshal Phillips      |                 |  |
| 1999 | Wild Wild West                          | US Marshal Coleman       |                 |  |
| 1999 | The Iron Giant                          | Earl Stutz (voice)       |                 |  |
| 1999 | Random Hearts                           | Billy                    | Necreditat      |  |
| 1999 | Me and Will                             | Dean                     |                 |  |
| 1999 | Jack of Hearts                          | Commissioner Menlo Boyce |                 |  |
| 2000 | Poor White Trash                        | Judge Pike               |                 |  |
| 2001 | Eyeball Eddie                           | Coach Cook               | Scurtmetraj     |  |
| 2001 | Christmas in the Clouds                 | Stu O'Malley             |                 |  |
| 2002 | Snow Dogs                               | George Murphy            |                 |  |
| 2003 | Baggage                                 | Sandy Westphall          |                 |  |
| 2004 | Christmas with the Kranks               | Walt Scheel              |                 |  |
| 2005 | Greener Mountain                        | Muggs                    |                 |  |
| 2005 | Racing Stripes                          | Woodzie                  |                 |  |
| 2007 | Man in the Chair                        | Mickey Hopkins           |                 |  |
| 2007 | Big Stan                                | Lew Popper               |                 |  |
| 2008 | Sherman's Way                           | Hoyt                     |                 |  |
| 2008 | Your Name Here                          | Kroger / Maurice Stanz   |                 |  |
| 2008 | Haunted Echoes                          | Neil                     |                 |  |
| 2009 | Don McKay                               | Samuel                   |                 |  |
| 2009 | Sam Steele and the Jr. Detective Agency | Chief Van Owen           |                 |  |
| 2009 | Youth in Revolt                         | Mr. Saunders             |                 |  |
| 2010 | Chasing 3000                            | Chuck Ireland            |                 |  |
| 2012 | The Odd Life of Timothy Green           | Bub                      |                 |  |
| 2012 | Arthur Newman                           | Zazek                    |                 |  |
| 2012 | Love Sick Love                          | Ed                       |                 |  |
| 2013 | Cigar Man                               | Cigar Man                | Scurtmetraj     |  |
| 2014 | Calvary                                 | The Writer               |                 |  |
| 2015 | Boiling Pot                             | Dean Marison             |                 |  |
| 2015 | The Scorpion King 4: Quest for Power    | Gorak                    |                 |  |
| 2018 | Shifting Gears                          | Hank                     |                 |  |
| 2018 | Change in the Air                       | Walter Lemke             |                 |  |
| 2019 | Raising Buchanan                        | Larry Kiesling           |                 |  |
| 2019 | Faith, Hope & Love                      | Mr. John                 |                 |  |
| 2019 | Knives Out                              | Mr. Proofroc             |                 |  |
| 2020 | The Mimic                               | The Director             |                 |  |
| 2022 | Shriver                                 | Professor Arthur Baldwin | Completat       |  |
| 2022 | The Immaculate Room                     |                          | Post-producție  |  |